# Foho Leolima
Der Foho Leolima (kurz Leolima) ist ein Berg in der osttimoresischen Gemeinde Bobonaro. Er liegt im Süden des Sucos Leolima (Verwaltungsamt Balibo), im Zentrum der Aldeia Raifatuk und hat eine Höhe von 453 m. Südlich befindet sich das Dorf Diruana. Nordwestlich liegt der Foho Lutin, südöstlich in Nachbarschaft der Foho Dumaunlow und weiter entfernt im Osten der Taruik Solpo.